# Leif Wendt (född 1942)
Leif Wendt, född 5 mars 1942, är en svensk före detta fotbollsspelare (anfallare), som på 1960-talet representerade IFK Malmö och Gais i allsvenskan.

## Karriär
Wendt inledde karriären i Trelleborgs FF, där han gick från pojklaget ända upp i A-laget. Han var en snabb ytter och stor dribbler, och gick 1962 till IFK Malmö i allsvenskan. Klubben åkte emellertid ur högsta serien samma år, och efter en säsong i division II värvades han 1964 av Gais. Även Gais åkte ur allsvenskan, men efter en säsong i division II 1965, då Wendt tilldelades Hedersmakrillen som årets bästa spelare i Gais, etablerade sig klubben som ett mittenlag i högsta serien. Wendt gjorde sammanlagt 121 matcher och 22 mål för Gais.
Efter tiden i Gais flyttade han hem till Skåne, fick arbete på brandkåren i Malmö och återvände till moderklubben Trelleborgs FF, där han efter den aktiva karriären också hade olika ledaruppdrag, och bland annat var fotbollsansvarig när klubben gick upp i allsvenskan 1984.

### I landslaget
Wendt spelade tre U21-landskamper för Sverige, men trots att han ofta förekom i A-landslagsdiskussionen fick han aldrig chansen där.